# Neonerita syrissa
Neonerita syrissa är en fjärilsart som beskrevs av Druce 1906. Neonerita syrissa ingår i släktet Neonerita och familjen björnspinnare. Inga underarter finns listade i Catalogue of Life.